# Siegfried Haenicke
Siegfried Haenicke (8 septembre 1878 à Constance – 19 février 1946 à Mühlberg) est un General der Infanterie allemand qui a servi dans la Heer au sein de la Wehrmacht pendant la Seconde Guerre mondiale.
Il a été récipiendaire de la croix de chevalier de la croix de fer. Cette décoration est attribuée pour récompenser un acte d'une extrême bravoure sur le champ de bataille ou un commandement militaire avec succès.

## Biographie
Le 13 mars 1897, Haenicke, issu du corps des cadets, rejoint le 49e régiment d'infanterie à Gnesen en tant que sous-lieutenant. À partir du 15 septembre 1900, il est adjudant de bataillon, commandé à l'Académie de guerre de Prusse du 1er octobre 1904 au 21 juillet 1907 et, entre-temps, promu lieutenant le 18 mai 1907. Après que Haenicke soit devenu capitaine le 18 décembre 1912, il est muté en tant que tel à l'état-major du 150e régiment d'infanterie à Allenstein à partir du 18 avril 1913. Il y exerce les fonctions de commandant de compagnie à partir du 1er octobre 1913. 
Il entre en guerre au sein de ce régiment lors de la Première Guerre mondiale. Au cours de ce conflit, il est décoré de la croix de fer, puis le 21 juin 1918 de la prestigieuse croix "Pour le Mérite". 
Pendant l'entre-deux-guerres, il sert au sein de la Reichswehr. Il est nommé au grade de major en 1920, lieutenant-colonel en 1925, colonel en 1929 et enfin général en 1932. 
En août 1939, il prend le commandement de la 61e division d'infanterie. Au début de la Seconde Guerre mondiale, il prend part à l'Invasion de la Pologne et à la bataille de France à la tête de cette division. Elle atteint Quimper le 4 juillet 1940 et occupe le sud du Finistère jusqu'à son déploiement en Russie pour mener l'opération Barbarossa. À la fin de la guerre, Siegfried Haenicke est capturé par des forces soviétiques, et meurt en captivité le 19 février 1946 au camp NKVD de Mühlberg.

## Promotions
- Sekondeleutnant : 13 mars 1897
- Leutnant : 1er janvier 1899
- Oberleutnant : 18 mai 1907
- Hauptmann :18 décembre 1912
- Major : 18 mai 1920
- Oberstleutnant : 1er octobre 1925
- Oberst : 1er février 1929
- Generalmajor : 1er avril 1932
- Generalleutnant : 1er novembre 1939
- General der Infanterie : 1er avril 1942

## Décorations
- Croix de fer (1914)
  - 2e classe
  - 1re classe
- Insigne des blessés (1914)
  - en Noir
- Croix hanséatique de Hambourg
- Croix de chevalier de l'ordre royal de Hohenzollern avec glaives
- Pour le Mérite (14 juin 1918)
- Croix d'honneur
- Agrafe de la Croix de fer (1939)
  - 2e classe
  - 1re classe
- Médaille du Front de l'Est
- Croix allemande en Or (4 septembre 1942)
- Croix de chevalier de la Croix de fer
  - Croix de chevalier le 17 septembre 1941 en tant que Generalleutnant et commandant de la 61e division d'infanterie[2]